# 八幡神社 (荒川区)
八幡神社（はちまんじんじゃ）は、東京都荒川区西尾久に鎮座する神社。尾久八幡神社（おぐはちまんじんじゃ）とも。旧上尾久村・旧下尾久村・旧船方村の鎮守。旧社格は村社。

## 御祭神
主祭神
- 応神天皇[1]

## 由緒
正確な創建の年は不詳だが、鎌倉時代末期の正和元年（1312年）に尾久の地が鎌倉の鶴岡八幡宮に寄進された頃にさかのぼると考えられ、神社に残る棟札から至徳2年（1385年）に社殿が建てられたことが確認できる。古くから尾久の人々に信仰されてきた。

### 境内末社
- 厳島神社（御祭神 市杵島姫命）

## 例大祭
例大祭は8月の第一土曜・日曜に例大祭が行われる。4年に一度の例大祭は、神幸祭と呼ばれ盛大なものとなり、馬や山車や御輿の行列が尾久の地域をねり歩く。

## 氏子地域
- 荒川区 西尾久
- 荒川区 東尾久
- 荒川区 町屋 4丁目〜7丁目一部区域

## 文化財
上尾久村村絵図荒川区指定有形文化財(古文書)
八幡神社棟札荒川区指定有形文化財(歴史資料)
手水鉢（享保14年9月吉日銘）荒川区登録有形文化財(歴史資料)

## アクセス

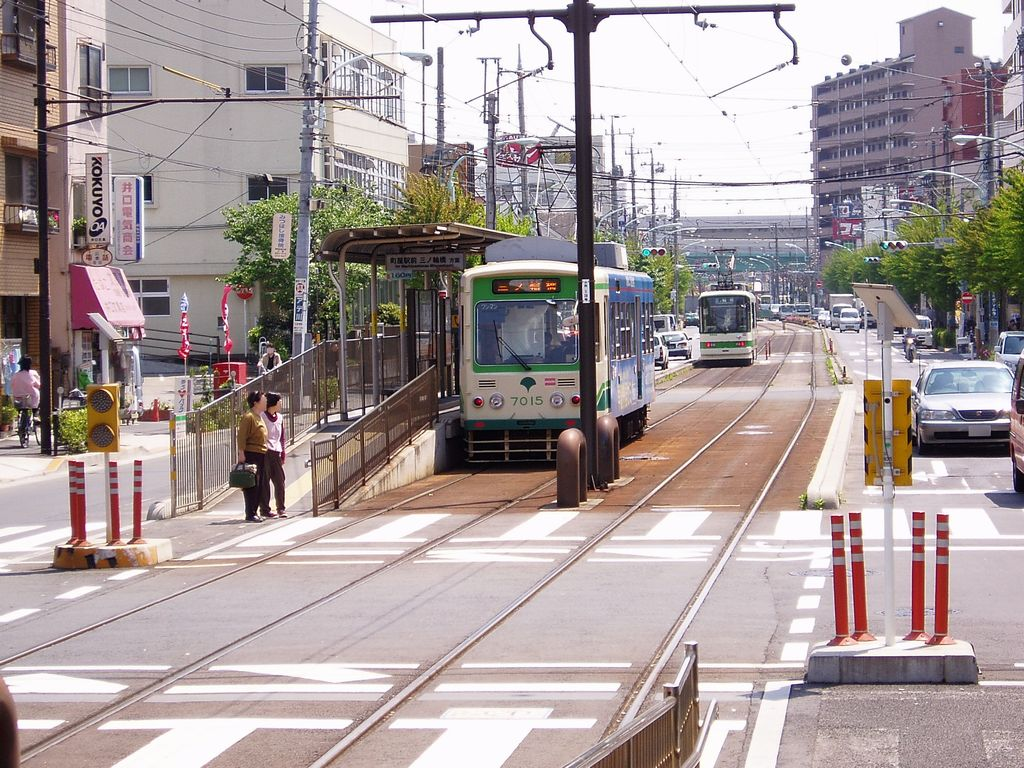
都電宮ノ前電停　八幡神社は手前の横断歩道左側にある

- 都電荒川線（東京さくらトラム） 宮ノ前停留場下車すぐ
- 日暮里・舎人ライナー 熊野前駅から西へ400メートル